# 磁重联
磁重联是一種發生於高导电等离子体中的物理过程，過程中磁拓扑重新分佈，同時磁能被转换为动能、热能與加速粒子。磁重联涉及的時間尺度介在磁场的慢阻抗扩散和快速阿尔文波之間。
根據磁流體力學理論，重聯起因自電漿在接近邊界層的電導率無法負荷磁場變化所需的電流。馬克士威方程式表明磁場變化需要有電流支撐：
{\displaystyle \nabla \times \mathbf {B} =\mu \mathbf {J} +\mu \epsilon {\frac {\partial \mathbf {E} }{\partial t}}}
電流層的電導率允許在其兩側的磁通量沿著其邊界擴散，並抵銷了另一側的通量。當此現象發生時，電漿會受到磁拉力而往沿磁力線的方向飛出，造成中心區域壓力下降，吸引更多的電漿與磁通量進入，形成一個可自我維持的過程。
在太陽耀斑、日冕物質抛射和太阳大气中等许多其它现象中发生磁重联。太阳耀斑的观测证据包括流入和流出、下流回路和磁拓扑的变化的观测。在过去，使用远程成像进行太阳能大气的观测，磁场通过推断得出，而不是直接观察。然而，高分辨率的冠状成像仪于2012年（2013年发布）首次收集了太阳能磁重联的直接观测资料。